# Воля-Маковська
Воля-Маковська (пол. Wola Makowska) — село в Польщі, у гміні Макув Скерневицького повіту Лодзинського воєводства.
Населення — 700 осіб (2011).
У 1975-1998 роках село належало до Скерневицького воєводства.

## Демографія
Демографічна структура станом на 31 березня 2011 року:
|          | Загалом | Допрацездатний вік | Працездатний вік | Постпрацездатний вік |
| -------- | ------- | ------------------ | ---------------- | -------------------- |
| Чоловіки | 355     | 78                 | 231              | 46                   |
| Жінки    | 345     | 73                 | 196              | 76                   |
| Разом    | 700     | 151                | 427              | 122                  |